# (541038) 2018 BW8
(541038) 2018 BW8 es un asteroide perteneciente al cinturón de asteroides descubierto el 25 de julio de 2010 por Wide-field Infrared Survey Explorer desde el telescopio espacial Wide-Field Infrared Survey Explorer (WISE), Estados Unidos.

## Designación y nombre
Designado provisionalmente como 2018 BW8.

## Características orbitales
2018 BW8 está situado a una distancia media del Sol de 3,168 ua, pudiendo alejarse hasta 3,391 ua y acercarse hasta 2,945 ua. Su excentricidad es 0,070 y la inclinación orbital 22,06 grados. Emplea 2060,25 días en completar una órbita alrededor del Sol.

## Características físicas
La magnitud absoluta de 2018 BW8 es 15,9. Tiene 4,21 km de diámetro y su albedo se estima en 0,131. 